# ش م س
ش م س آلبومی از همایون شجریان است که در سال ۱۴۰۳ منتشر شد. این آلبوم با صدای همایون شجریان و آهنگسازی کیخسرو پورناظری در ۹ قطعه تهیه شد که ۷ قطعه آن باکلام و دو قطعه بی کلام است. مراسم رونمایی آلبوم ۲۴ شهریورماه ۱۴۰۳ در تالار وحدت برگزار شد.

## دربارهٔ آلبوم
همایون شجریان دربارهٔ این آلبوم گفت:
| « | استاد پورناظری همیشه کارهای خود را با عشق و شبیه مینیاتور می‌سازند و سال‌ها برای این آلبوم زحمت کشیدند و می‌توانم بگویم که موسیقی آلبوم «ش م س» در کارنامه کاری بنده نیز ماندگار خواهد شد. | » |

کیخسرو پورناظری آهنگساز دربارهٔ این آلبوم گفت:
| « | خوشحالم که با سلاله ادب و چهره به حق آواز ایران، همایون شجریان، کاری مشترک دارم. «ش م س» برگرفته از نام شمس تبریزی است و این نام از این رو انتخاب شده تا بیش از پیش در احوالات و آموزه‌های شمس تبریزی مطالعه شود. | » |

## رونمایی آلبوم
مراسم رونمایی از این آلبوم ۲۴ شهریورماه در تالار وحدت برگزار شد. در این مراسم جمعی از اهالی فرهنگ و هنر، اقتصاد، سیاست و ورزش از جمله رؤیا نونهالی (بازیگر)، رامین حیدری فاروقی (کارگردان)، حمید استیلی (بازیکن فوتبال سابق)، بهداد سلیمی (وزنه‌بردار)، بهرام دبیری (نقاش)، سهراب پورناظری (آهنگساز)، آرش گوران (رهبر ارکستر)، بهنام ابوالقاسم (آهنگساز)، آزاد میرزاپور (نوازنده تار)، همایون نصیری (نوازنده سازهای کوبه‌ای)، داوود گنجه‌ای (نوازنده کمانچه)، محمدجواد ظریف (سیاستمدار)، علی ربیعی (سیاستمدار)، محمد علی ابطحی (سیاستمدار)، عادل فردوسی‌پور و سفرای کشورهای سوئیس و عربستان حضور داشتند.
آوا مشکاتیان اجرای این برنامه را عهده‌دار بود و در ابتدا از محسن سیفی (مدیرعامل بانک صادرات ایران و حامی آلبوم) برای سخنرانی دعوت کرد.

### قطعات آلبوم
- یارکان
- امروز
- تنبور(بی کلام)
- آواز مست و خراب
- مغانه
- مردان خدا
- ای ماه
- افسانه ی تنبور(بی‌کلام)
- افسانه ی دل